# MPLS

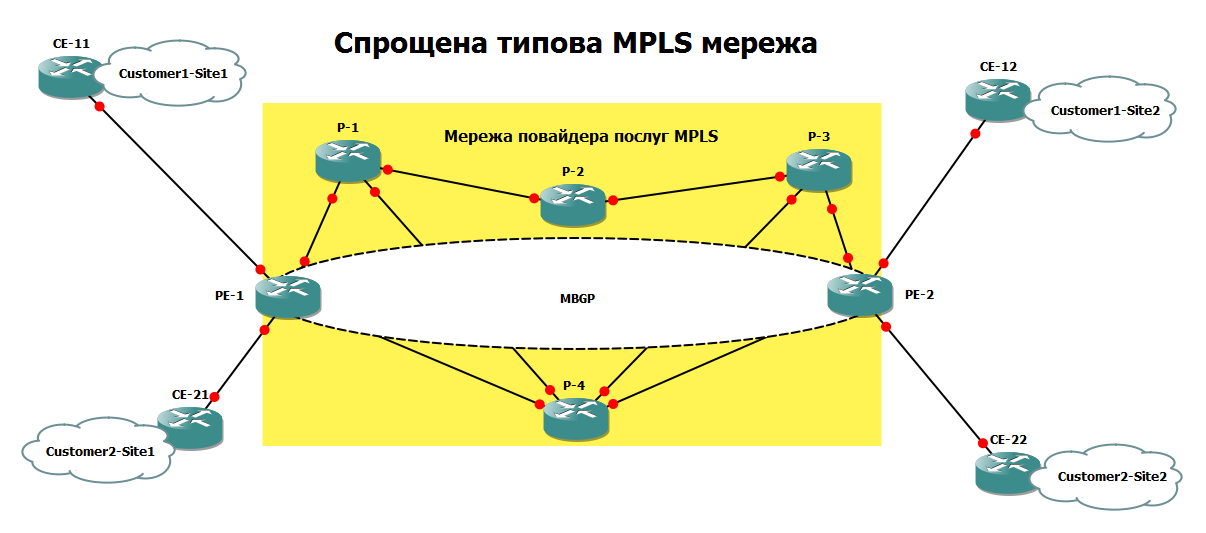
MPLS Топологія

MPLS (англ. Multiprotocol Label Switching — багатопротокольна комутація за мітками) — механізм передачі даних, який емулює різні властивості мереж з комутацією каналів через мережі з комутацією пакетів.
MPLS працює на рівні, який можна було б розташувати між другим (канальним) і третім (мережевим) рівнями моделі OSI, і тому його, зазвичай, називають протоколом другого з половиною рівня (2,5-рівень). Його було розроблено з метою забезпечення універсальної служби передавання даних як для клієнтів мереж з комутацією каналів, так і мереж із комутацією пакетів. За допомогою MPLS можна передавати трафік найрізноманітнішої природи, як-от IP-пакети, ATM, Frame Relay, SONET і кадри Ethernet.
У традиційній IP-мережі пакети передаються від одного маршрутизатора до іншого, й кожний маршрутизатор, зчитуючи заголовок пакета, (адреса призначення) приймає рішення про те, за яким маршрутом відправити пакет далі.
У протоколі MPLS ніякого подальшого аналізу заголовків у маршрутизаторах на шляху проходження не проводиться, а переадресація керується виключно на основі міток. Це має багато переваг над традиційною маршрутизацією на мережевому рівні.

## MPLS мережа
MPLS мережа є масштабованою, тобто можна відносно легко змінювати її дизайн, та протокол-незалежною, тобто вона може використовуватися, як транспорт для різноманітних ІТ протоколів. У MPLS мережі пакетам даних присвоюються спеціальні мітки. Рішення, щодо маршрутизації пакетів даних приймаються виключно на основі значення мітки без заглиблення у зміст самого пакета. Наприклад, якщо MPLS мережа використовується для передачі IP пакетів то немає потреби для маршрутизаторів зазирати в IP-пакет та аналізувати IP адресу отримувача. Основною  перевагою для клієнтів MPLS мережі є відсутність необхідності підлаштовуватися під конкретні технології фізичного і канального рівнів OSI моделі мережі IT провайдера, як-от, наприклад, SDH, ATM, Frame Relay, Metro Ethernet, другою перевагою є можливість передавати по MPLS мережі різні типи трафіку. Частіше за все MPLS мережі використовуються для передачі IP-трафіку, а саме IPv4, а з поступовим провадженням IPv6 і трафіку цього протоколу.
Маршрутизатори MPLS мережі називаються LSR (label switching routers) - маршрутизатори комутації по мітках, а маршрутизатори які використовуються на кордонах MPLS мережі Edge LSR - крайові LSR. 
Коли IP трафік надходить до MPLS мережі крайові LSR перетворюють IP-пакети на MPLS-пакети вставляючи мітки. А коли пакети лишають MPLS мережу крайові LSR перетворюють MPLS-пакети назад на IP-пакети видаляючи мітки. У середині ж MPLS мережі LSR маршрутизують пакети по значеннях міток.
На схемі MPLS Топологія маршрутизатори клієнтів CE передають IP-пакети на крайові LSR IT провайдера PE, де в середині його мережі передаються MPLS-пакети маршрутизаторами LSR - P.